# Teatre Cívic (l'Alguer)
Lo Teatre Municipal, sovint dit Teatre Cívic (Teatro Civico en italià) és un teatre que es troba al cor del centre històric de la ciutat de l'Alguer (Sardenya), a la plaça del Teatre, també coneguda com a plaça del Bisbe perquè en aquesta plaça es troba el bisbat de Diòcesi de l'Alguer-Bosa.
En els primers anys del segle xix, l'Alguer havia tingut el seu primer teatre, anomenat "dels Amadors", al costat de l'antic col·legi dels jesuïtes. Cinquanta anys més tard es van publicar els edictes per edificar el nou Teatre Cívic a la plaça Vittorio Emanuele, en una àrea de propietat comunal, anomenada Calassanç. En època medieval, la plaça davant del teatre acollia l'antic mercat del gra. Les obres, començades el febrer del 1858, a partir d'un projecte de l'arquitecte Franco Poggi, s'acabaren el novembre del 1862. Avui dia és l'únic teatre a Sardenya que conserva l'estructura de suport de fusta. La façana és d'estil neoclàssic amb sis semipilars jònics.